# 충청남도교육청서부평생교육원
충청남도교육청서부평생교육원(충청남도서부평생학습관)은 충청남도 서산시 석림동에 있는 도서관 및 평생학습관이다.

## 연혁
- 1974. 02. 04 서산군립도서관 설치 (조례 제237호)
- 1974. 11. 18 서산군립도서관으로 개관
- 1991. 03. 26 서산도서관으로 명칭 변경 (조례 2141호)
- 2004. 03. 30 서산도서관 폐지, 충청남도서부평생학습관 설치 (조례 제3093호)
- 2004. 04. 20 충청남도서부평생학습관 개관
- 2004. 06. 03 제1대 조항구 관장 취임
- 2006. 01. 01 제2대 관장 (정상일)취임
- 2007. 01. 01 제3대 관장 (홍승오)취임
- 2008. 07. 01 제4대 관장 (송해철)취임
- 2009. 12. 18 평생학습관 4층 증축
- 2010. 03. 05 학부모 교육센터 개원
- 2010. 09. 01 제5대 관장 (임헌재)취임
- 2012. 07. 01 제6대 관장 (이기연)취임
- 2013. 07. 01 제7대 관장 (전정하)취임
- 2019. 03. 01 충청남도교육청서부평생교육원으로 개칭